# 小伊洛維齊亞
50°12′54″N 25°59′27″E / 50.21500°N 25.99083°E
小伊洛維齊亞（烏克蘭語：Мала Іловиця），是烏克蘭的村落，位於該國西部捷爾諾波爾州，由克列梅涅茨區負責管轄，處於伊洛維齊亞河畔，始建於1545年，2001年人口240。